# Francisco Esteve Pastor
Francisco Esteve Pastor (Muro de Alcoy, Alicante, 1916 – Valencia, 18 januari 1989) was een Spaans componist.

## Levensloop
Esteve Pastor groeide op in Muro de Alcoy, een kleine stad in de buurt van Alcoy. Hij werd bijzonder aangetrokken tot de muziek voor de fiestas Moros y Cristianos en heeft voor deze gelegenheid een aantal werken geschreven. Het eerste werk was een paso-doble met de titel Negus. Met zijn composities heeft hij verschillende prijzen gewonnen, bijvoorbeeld in 1976 een 1e prijs voor de paso-doble Brisas de Mariola, in 1977 en 1e prijs voor zijn marcha mora Mudéjares.

## Composities

### Werken voor banda (harmonieorkest)
- 1934 Negus, paso-doble
- 1962 Hamet Pachá, marcha árabe
- 1972 La Penya el Flare, paso-doble
- 1973 A mi Muro, paso-doble
- 1973 Antonio Mompeán, paso-doble
- 1973 La Llana de Muro, paso-doble
- 1973 Eduardo Borrás, paso-doble dianero
- 1974 Ben-Amer, marcha mora
- 1975 Ja baixa l'aguila, marcha cristiana
- 1975 Malena, paso-doble
- 1976 Penya Cadell, marcha mora
- 1976 Brisas de Mariola, paso-doble
- 1977 Mudéjares, marcha mora
- 1979 Homenaje, paso-doble
- 1981 Marrocs, marcha mora
- 1982 Benimerines, marcha mora
- 1982 Tariks, marcha mora
- 1983 Carol l’orgull dels agüelos, paso-doble
- 1983 Tayo, paso-doble
- 1984 El moreno, paso-doble
- 1984 Josele de la Llana, marcha mora
- 1985 Adrián Espí, marcha mora
- 1986 Juanjo, marcha mora
- 1986 L'Alcoyá, paso-doble
- 1988 José Gras, paso-doble
- 1988 Juan Rico, paso-doble
- Benifaió, paso-doble
- Califa i capità
- Negras de Petrel, marcha mora

### Vocale muziek
- 1970 Chu-chu-bi, moderato beat voor zang en orkest
- 1974 Dímelo, mi amor, rumba-surf voor zang en orkest

- Biblioteca Nacional de España: XX1101742
- Virtual International Authority File: 86772476
- WorldCat: E39PBJdMbX6MGjq3Vt8RJdfXh3